# Рудавский, Михаил Сергеевич
Михаи́л Серге́евич Руда́вский (укр. Михайло Сергійович Рудавський; род. 26 мая 2001, Харьков) — украинский футболист, защитник.

## Клубная карьера
Родился и начал заниматься футболом в Харькове, первые тренеры — Сергей Сохань и Роман Мельник. В чемпионатах ДЮФЛУ провел 92 матча, в которых забил 12 мячей, за харьковские команды ХТЗ, УФК и «Металлист», а также донецкий «Шахтёр». В 2018 году стал победителем чемпионата ДЮФЛУ U-17.
За юношескую и молодёжную команду «Шахтёра» провел суммарно 50 матчей (3 гола), завоевав серебряные медали юношеского (U-19) чемпионата Украины 2018/19 и молодёжного чемпионата Украины 2020/21. Также в активе Михаила 11 поединков за «Шахтер» в Юношеской лиге УЕФА.
В сезоне 2021/22, не завершенном из-за полномасштабного российского вторжения в Украину, дебютировал на профессиональном уровне, проведя за «Волчанск» 12 матчей: 10 — во Второй лиге и 2 — в Кубке Украины.
15 августа 2022 стал игроком харьковского «Металлиста 1925». Дебютировал в Украинской премьер-лиге 23 августа 2022 года в матче против донецкого «Шахтёра» (0:0), проведя в составе харьковчан полный матч. Всего за полтора сезона сыграл за «Металлист 1925» 11 матчей в УПЛ и 2 – в Кубке Украины.
В конце февраля 2024 подписал контракт с клубом «Диназ», в составе которого выступал до завершения сезона, проведя 7 официальных поединков. В июле 2024 года подписал контракт с перволиговым футбольным клубом «Буковина».

## Карьера в сборной
В октябре 2019 был вызван Олегом Кузнецовым в состав юношеской (U-19) сборной Украины. Единственный матч в составе сборной провел 10 октября 2019 года против сборной Греции (0:0).